# Emergence (canción de Sleep Token)
«Emergence» es una canción de la banda de rock británica Sleep Token, lanzado a través de RCA Records el 13 de marzo de 2025 como el primer sencillo de su cuarto álbum de estudio Even in Arcadia (2025). La canción fue la primera de Sleep Token en alcanzar en las principales listas de sencillos tanto en el Reino Unido como en los Estados Unidos, alcanzando el número 17 en la lista de sencillos del Reino Unido y el número 57 en el Billboard Hot 100 de los Estados Unidos.

## Antecedentes
Tras compartir varios adelantos de nuevo material durante las últimas semanas, Sleep Token lanzó "Emergence", la primera canción de su próximo cuarto álbum Even in Arcadia el 13 de marzo de 2025. El sencillo marcó el primer lanzamiento de la banda a través de RCA Records, con quien firmaron en 2024. El tema venía acompañado de un vídeo visual que mostraba una bandera verde con un escudo de armas y tres hachas, en medio de un "paisaje rosa florido", ardiendo lentamente mientras suena la canción.

## Composición y estilo
"Emergence" es descrita por el crítico de NME, Rishi Shah, como una canción "extensa" y "que desafía el género", en la misma línea que "Ascensionism" y "Take Me Back to Eden" de Take Me Back to Eden (2023). Shah escribe en su reseña del sencillo que el tema comienza con un "piano conmovedor y una guitarra divina" que llevan "el sello de un nuevo capítulo más feliz", antes de pasar a secciones más pesadas que incluyen "tapping de guitarra al estilo de Avenged Sevenfold y cadencias de trap-pop", seguido de un "estribillo celestial y característico" y finalmente "un outro de jazz extendido". Revolver identificó elementos compositivos similares, destacando la apertura del tema con "voces conmovedoras, piano escueto y zumbido ambiental", seguida de "ritmos electrónicos vibrantes", "riffs graves y profundos" y un "clímax épico".
En un artículo publicado por Rock Sound, el director de orquesta Edwin Outwater describió "Emergence" como "una balada de metal progresivo" que posteriormente "se transforma en algo nuevo y diferente"; el compositor y profesor de música Shaun Michaud comparó su estilo con la música pop; y el comentarista de música clásica Kyle MacDonald destacó "el dramatismo de los cambios en la instrumentación, del piano a la guitarra suave, y luego a la orquestación de metal completo". En un artículo que analiza el contenido lírico de la canción, el escritor de Revolver, Gregory Adams, sugirió que "la vibra [de la canción] parece depender de que la gente esté al borde de un cambio importante, y Vessel explicó que es hora de "salir de lo que eras... Sabes que es hora de emerger".

## Posicionamiento en lista
| Lista (2025)                                | Mejor posición |
| ------------------------------------------- | -------------- |
| Australian Singles (ARIA)                   | 38             |
| Canadian Hot 100 (Billboard)                | 78             |
| Irish Singles (IRMA)                        | 81             |
| New Zealand Singles (RMNZ)                  | 8              |
| UK Singles (OCC)                            | 17             |
| UK Audio Streaming (OCC)                    | 31             |
| UK Rock & Metal Singles (OCC)               | 1              |
| UK Singles Downloads (OCC)                  | 30             |
| UK Singles Sales (OCC)                      | 32             |
| US Billboard Global 200 (Billboard)         | 80             |
| US Billboard Hot 100 (Billboard)            | 57             |
| US Hot Hard Rock Songs (Billboard)          | 1              |
| US Hot Rock & Alternative Songs (Billboard) | 7              |

## Personal
Créditos obtenidos de TIDAL.
- Carl Bown — producción, ingeniería, mezcla
- Jim Pinder — ingeniería
- Adam "Nolly" Getgood — producción de estudio adicional
- Sebastian Sendon — ingeniería adicional, edición de batería
- Ste Kerry — masterización
- Gabi Rose — saxofón